# Генератор низьких частот

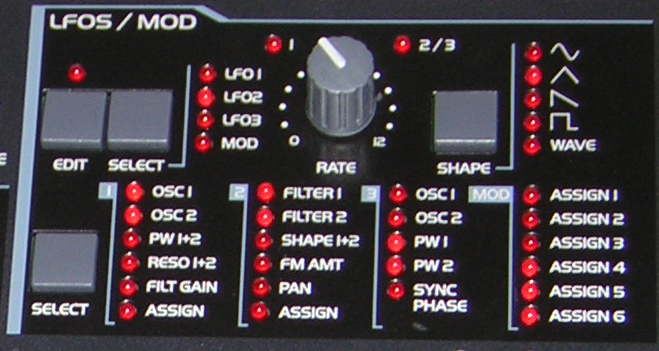
Регулятори низькочастотного генератора на сучасному синтезаторі

Генератор низьких частот (англ. Low-frequency oscillatior, LFO) — генератор низькочастотного звукового сигналу частотою нижче 20 Гц, що використовується для створення звукових ефектів в електронній музиці. Поширеною є абревіатура LFO, що може означати як сам генератор (oscillator) так і генерування (oscillation) низьких частот.

## Історія
Концепція генерування низьких частот вперше втілена в модульному синтезі в 1960-х роках. Невдовзі LFO з'явилися не тільки в більшості синтезаторів, але й були включені в різні електронні інструменти, зокрема семплери, а також у програмні синтезатори.

## Огляд
У технологіях синтезу звуку часто розрізняють первинний і вторинний електрогенератори. Первинний генератор створює звуковий сигнал. LFO використовується як вторинний електрогенератор, що оперує на низьких частотах (звідси й назва), на межі слухового сприйняття (близько 20 Гц) або нижче. Цей сигнал модулює звуковий сигнал, генерований первинним генератором, змінюючи його, і не генеруючи при цьому іншого звукового сигналу. Як і стандартні генератори, низькочастотний може генерувати періодичні сигнали синусоідальної (англ. sine wave), пилкоподібної (англ. sawtooth wave), трикутної (англ. triangle wave) або меандру (англ. square wave). Також LFO може включати низку типів форм хвилі, включаючи таблично-хвильовий синтез (англ. wavetable), випрямлені хвилі та шумові сигнали.
Використання низкьочастотного генератору ускладнює звук, дозволяючи досягнути безлічі звукових ефектів, специфіка яких залежить від типу модуляції, співвідношення первинного та модулюючого сигналів і т.д.

## Використання
Низкьочастотний генератор може контролювати, наприклад, частоту, фазу, стереопанораму, амплітуду первинного звукового сигналу, а також параметри фільтрації первинного звукового сигналу. При модулюванні частоти звуку (звуковисотності) створюється ефект частотного вібрато, при модулюванні амплітуди (гучності) — ефект тремоло. На більшості синтезаторів і звукових модулів, LFO включає декілька контрольованих параметрів, що включають кілька варіантів форм хвилі, параметр частоти модуляції, маршрутизацію (як описано вище), опцію синхронізації, та величини ефекту.
Музиканти-електронники використовують LFO для різних цілей. Можна додати ефекти вібрато або тремоло у звучання мелодії. Дуже низька частота генератора дозволяє модулювати частоту зрізу фільтра, що створює ефект поступового наближення або вияскравлення звуку. Відносно висока частота генератора може бути використана для створення химерних, дзюркочущих ефектів.